# Grossdietwil
Grossdietwil är en ort och kommun i distriktet Willisau i kantonen Luzern, Schweiz. Kommunen har 904 invånare (2023).